# Scott River (Klamath River)
Der Scott River ist ein 88 km langer linker Nebenfluss des Klamath River im Nordwesten des US-Bundesstaates Kalifornien. Er entwässert ein Areal von 2105 km².
Der Scott River entsteht am Zusammenfluss seiner beiden Quellflüsse South Fork und East Fork Scott River bei Callahan im Siskiyou County. Er fließt anfangs in nördlicher Richtung durch eine Hochebene im Bergland der Klamath Mountains. Die Ortschaften Etna und Fort Jones liegen am Flusslauf. Anschließend wendet sich der Scott River nach Westen und durchschneidet das Gebirge in einem nach rechts verlaufenden Bogen. Die Scott River Road führt entlang dem Flusslauf. Bei Scott Bar mündet der Mill Creek von rechts in den Fluss. Der Scott River fließt im Unterlauf nach Norden und trifft schließlich auf den Klamath River.
Der South Fork Scott River ist der linke Quellfluss des Scott River. Er hat seinen Ursprung in den South Fork Lakes. Der Fluss ist 18 km lang.
Der East Fork Scott River ist der rechte Quellfluss des Scott River. Er fließt über eine Strecke von 26 km in südwestlicher Richtung.

## Ökosystem
Im Flusssystem des Scott River kommen u. a. folgende Fische vor: Silberlachs (Oncorhynchus kisutch), Steelhead-Forelle (Oncorhynchus mykiss) und Königslachs (Oncorhynchus tshawytscha). Im Sommer 2014 wurde aufgrund einer außergewöhnlichen Trockenphase im Einzugsgebiet des Scott River und einem daraus resultierenden Niedrigwasserstand in einem Flussabschnitt des Scott River eine große Zahl an Jungfischen dieser Salmoniden gefangen und an anderen günstigeren Stellen wieder freigelassen.
Der Flusslauf des Scott River unterhalb der Einmündung des Shackleford Creek ist als National Wild and Scenic River klassifiziert.